# Ünver
Ünver ist ein türkischer männlicher und weiblicher Vorname sowie Familienname.

## Namensträger

### Familienname
- Furkan Ünver (* 1997), türkischer Fußballspieler
- Gökhan Ünver (* 1985), österreichischer Fußballspieler
- Mustafa Ünver (* 1987), türkischer Fußballspieler